# سفارة الأرجنتين في واشنطن العاصمة
سفارة الأرجنتين في الولايات المتحدة هي التمثيلية الرسمية وسفارة الأرجنتين في الولايات المتحدة.

## مقالات ذات صلة
- سفارة روسيا في واشنطن العاصمة
- سفارة فنزويلا في واشنطن العاصمة
- سفارة المغرب في واشنطن العاصمة